# Claude Favre de Vaugelas

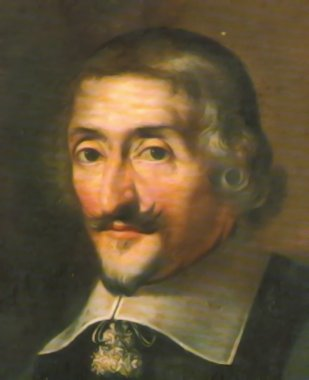
Claude Favre de Vaugelas

Claude Favre de Vaugelas (Meximieux, 6 januari 1585 - Parijs, 16 februari 1650) was een uit het hertogdom Savoye afkomstige taalkundige en letterkundige. Als grammaticus speelde hij een belangrijke rol in de standaardisatie van de Franse taal. Favre de Vaugelas was lid van de Académie française vanaf haar oprichting en werkte er mee aan de voorbereiding van het woordenboek van de academie.

## Leven en werk
Hij was de tweede zoon van Antoine Favre, een rechtsgeleerde afkomstig uit Bourg-en-Bresse, die kort na de geboorte van zijn zoon Claude senaatsvoorzitter in het hertogdom Savoye werd. Favre de Vaugelas voltooide het middelbaar onderwijs aan het college van Annecy.
Samen met zijn vader, Franciscus van Sales en Honoré d'Urfé was Favre de Vaugelas de medeoprichter van de Académie florimontoise in Annecy in 1607. Al vlug richtte hij zich volledig op de studie van de Franse taal. Hij vestigde zich in de Franse hoofdstad en kwam in dienst van hertog Gaston van Orléans, eerst als gentilhomme en later als kamerheer. Omdat hij eveneens het Spaans en het Italiaans meester was, trad hij eveneens op als vertaler aan het hof van koning Lodewijk XIII. In Parijs was hij een regelmatig bezoeker van de literaire salons van Madame de Rambouillet waar hij uitblonk in de uitspraak van de Franse taal. Samen met François de Malherbe was hij een echte taalpurist en zag het als zijn levenstaak om de Franse taal zo goed mogelijk te zuiveren van vreemde elementen en bij te schaven.

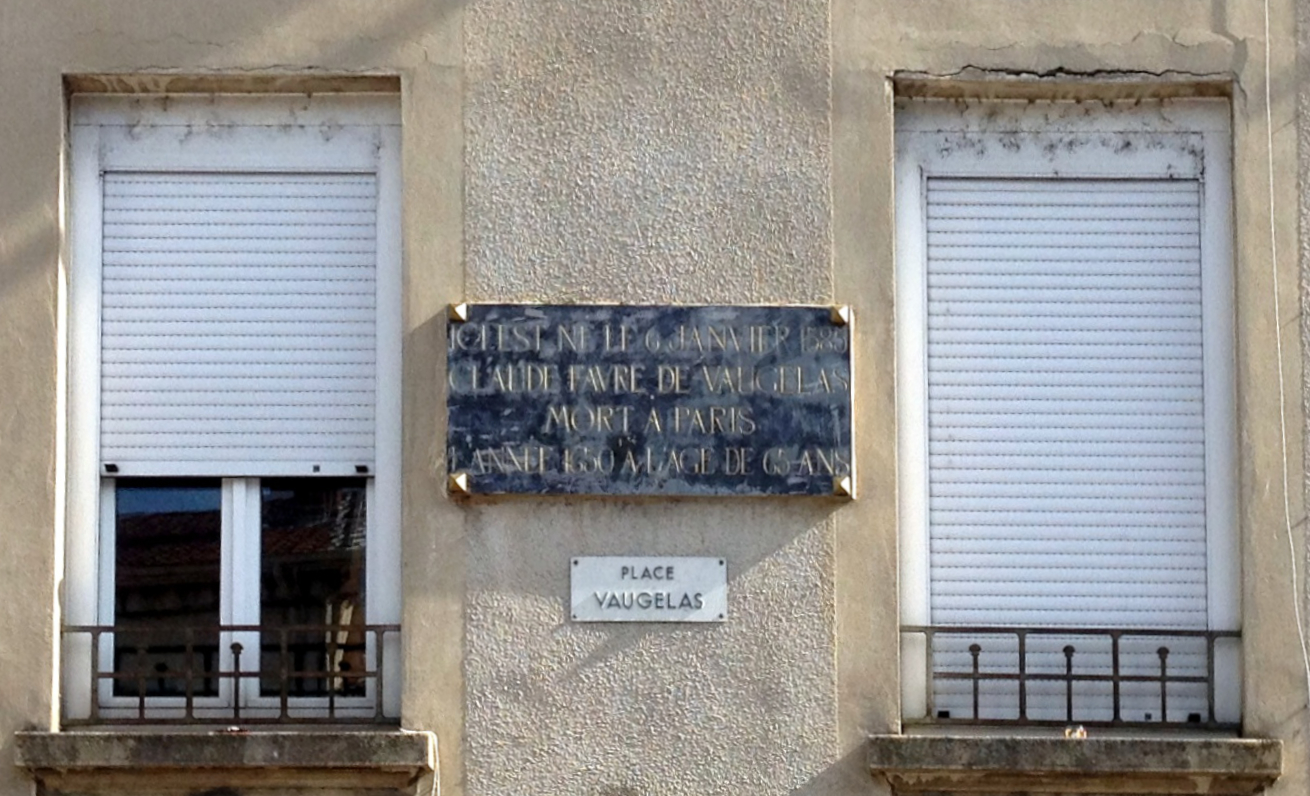
Herdenkingsplaat aan zijn geboortehuis in Meximieux.

Bij de oprichting van de Académie française in 1634 werd Favre de Vaugelas, die deel uitmaakte van de vriendenkring van Valentin Conrart, verkozen als lid. Hij werkte er tot aan zijn dood actief mee aan de voorbereidingen van de Dictionnaire de l'Académie française die uiteindelijk in 1694 zou verschijnen. Zelf werkte hij jarenlang aan zijn Remarques sur la langue françoise, utiles à ceux qui veulent bien parler et bien escrire dat in 1647 verscheen. Hij beschouwde het werk, dat geïnspireerd was op het taalgebruik aan het Franse hof, als een gids voor allen die de Franse taal op een goede manier wilden spreken en schrijven. Het werk werd door tijdgenoten zoals Charles Augustin Sainte-Beuve goed ontvangen en Favre de Vaugenas werd gezien als een van de gezaghebbende Franse grammatici. Hij voorzag een tweede deel als vervolg hierop maar door zijn vroegtijdige dood werden de voorbereidingen hierop nooit voltooid.

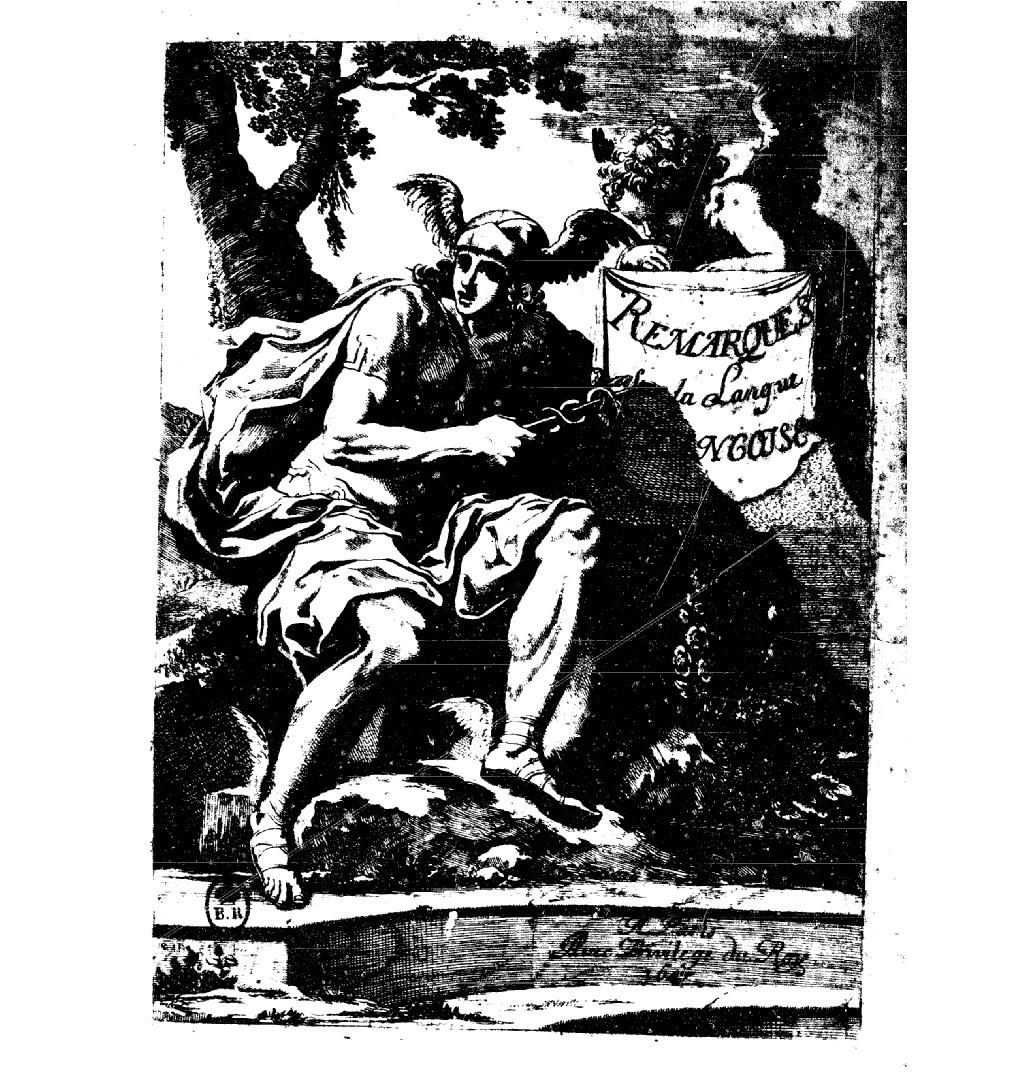
Cover van Remarque sur la langue françoise (1647)

Favre de Vaugelas werkte ruim dertig jaar aan een nieuwe versie van het werk over Alexander de Grote van de Romeinse historicus Quintus Curtius Rufus. Drie jaar na zijn dood verscheen postuum La Vie d'Alexandre.
Omstreeks 1649 werd Fabre de Vaugelas benoemd tot tutor van de kinderen van prins Thomas Frans van Savoye-Carignano. In februari 1650 kreeg hij last van een maagzweer waardoor hij diende te rusten. Hij trok naar het Hôtel de Soissons om er terug op krachten te komen maar hij stierf er op 65-jarige leeftijd. Hij werd begraven op de begraafplaats van de Église Saint-Eustache. Later werden zijn beenderen overgebracht naar de catacomben van Parijs

## Publicaties
- Remarques sur la langue françoise, utiles à ceux qui veulent bien parler et bien escrire, 1647 (met herdrukken in 1659, 1690, 1704 en 1738)
- La Vie d'Alexandre, 1653 (postuum, derde druk in 1659)